# 三谷将太
三谷 将太（みたに しょうた、1985年10月24日 - ）は、競輪選手。京都府出身、日本競輪選手会奈良支部（当初は滋賀支部）所属。ホームバンクは奈良競輪場。日本競輪学校（当時。以下、競輪学校）第92期生。

## 来歴
元競輪選手の三谷典正（49期）は実父であり師匠。兄の政史（93期）、弟の竜生（101期）も競輪選手で、『三谷三兄弟』の二男。
滋賀県立東大津高等学校時代に、全国都道府県対抗自転車競技大会の1kmタイムトライアルで優勝。
競輪学校時代の在校競走成績は第2位（46勝）。2007年5月1日、競輪選手として登録され、同年7月4日の大津びわこ競輪場でデビューし2着。初勝利は同年7月24日の松阪競輪場。
2010年、ヤンググランプリ（立川競輪場）に出場し3位。
2012年6月、大津びわこ競輪場閉鎖に伴い、選手登録地を奈良県に変更。
2021年5月2日、地元・奈良で開催されたGIII「施設整備等協賛競輪」で優勝し、グレードレース初優勝。